# رينيه دوديل
رينيه دوديل (بالفرنسية: René Doudelle)‏ هو ملاكم فرنسي راحل، مثّل بلاده في الألعاب الأولمبية الصيفية 1908.

## روابط خارجية
رينيه دوديل على موقع أوليمبيديا (الإنجليزية)